# جی سونگ-هوان
جی سونگ-هوان (انگلیسی: Ji Seung-hwan؛ زادهٔ ۱۶ سپتامبر ۱۹۷۴) بازیکن هاکی روی چمن اهل کره جنوبی است.
از افتخارات وی میتوان به کسب مدال نقره در بازی‌های المپیک تابستانی ۲۰۰۰ اشاره کرد.